# Gervais Oniane
 (mai 2025).
Motif : Je ne vois pas le critère de notoriété rempli et les sources me semblent très faibles
- Archive Wikiwix
- Bing
- Cairn
- DuckDuckGo
- E. Universalis
- Gallica
- Google
- G. Books
- G. News
- G. Scholar
- Persée
- Qwant
- (zh) Baidu
- (ru) Yandex
- (wd) trouver des œuvres sur Wikidata

| 1. | Préciser le motif de la pose du bandeau. | Précisez le motif de la pose du bandeau en utilisant la syntaxe suivante : {{admissibilité à vérifier\|date=juin 2025\|motif=remplacez ce texte par le motif}}                      |
| 2. | Informer les utilisateurs concernés.     | Pensez à avertir le créateur de l'article, par exemple, en insérant le code ci-dessous sur sa page de discussion : {{subst:avertissement admissibilité à vérifier\|Gervais Oniane}} |

Gervais Oniane, né le  à Oyem, est un homme politique gabonais, ancien ministre de la défense nationale et ancien conseiller d'Ali Bongo.

## Biographie
Gervais Oniane naît le 19 juin 1967 à Oyem 19 juin 1967, une ville du nord du Gabon, dans la province du Woleu-Ntem. Il est diplômé en Sciences politiques et Stratégie militaire.
Il est l'ancien conseiller en stratégie d'Ali Bongo et ministre de la défense nationale de 1999 à 2009. Il est le président du parti de l'Union pour la République. En 2023 il se porte candidat à l'élection présidentielle qui se déroule en août. 
Le 18 septembre 2021, il décide de créer son parti politique afin de s'engager dans les affaires publiques du Gabon. À la suite du coup d'état d'août 2023, il est nommé haut représentant du président de la transition.

## Vie familiale
Il est marié et père de 9 enfants.